# Hadronyche lamingtonensis
Hadronyche lamingtonensis is een spinnensoort uit de familie Atracidae. De soort komt voor in Queensland.

## Etymologie
De spin is vernoemd naar het Nationaal park Lamington, de typelocatie.